# جووانی ده جنارو
جووانی ده جنارو (ایتالیایی: Giovanni De Gennaro؛ زادهٔ ۲۱ ژوئیهٔ ۱۹۹۲) قایقران کایاک اهل ایتالیا است.
وی در مسابقات کشوری و بین‌المللی در مجموع برندهٔ ۶ مدال طلا، ۴ مدال نقره، ۸ مدال برنز شده است.